# Кьюппано
Кьюппа́но (итал. Chiuppano, вен. Chiupano) — коммуна в Италии, располагается в провинции Виченца области Венеция.
Население составляет 2559 человек, плотность населения составляет 640 чел./км². Занимает площадь 4 км². Почтовый индекс — 36010. Телефонный код — 0445.
Покровителем населённого пункта считается архангел Михаил. Праздник ежегодно празднуется 29 сентября.